# Struikvormig korstmos

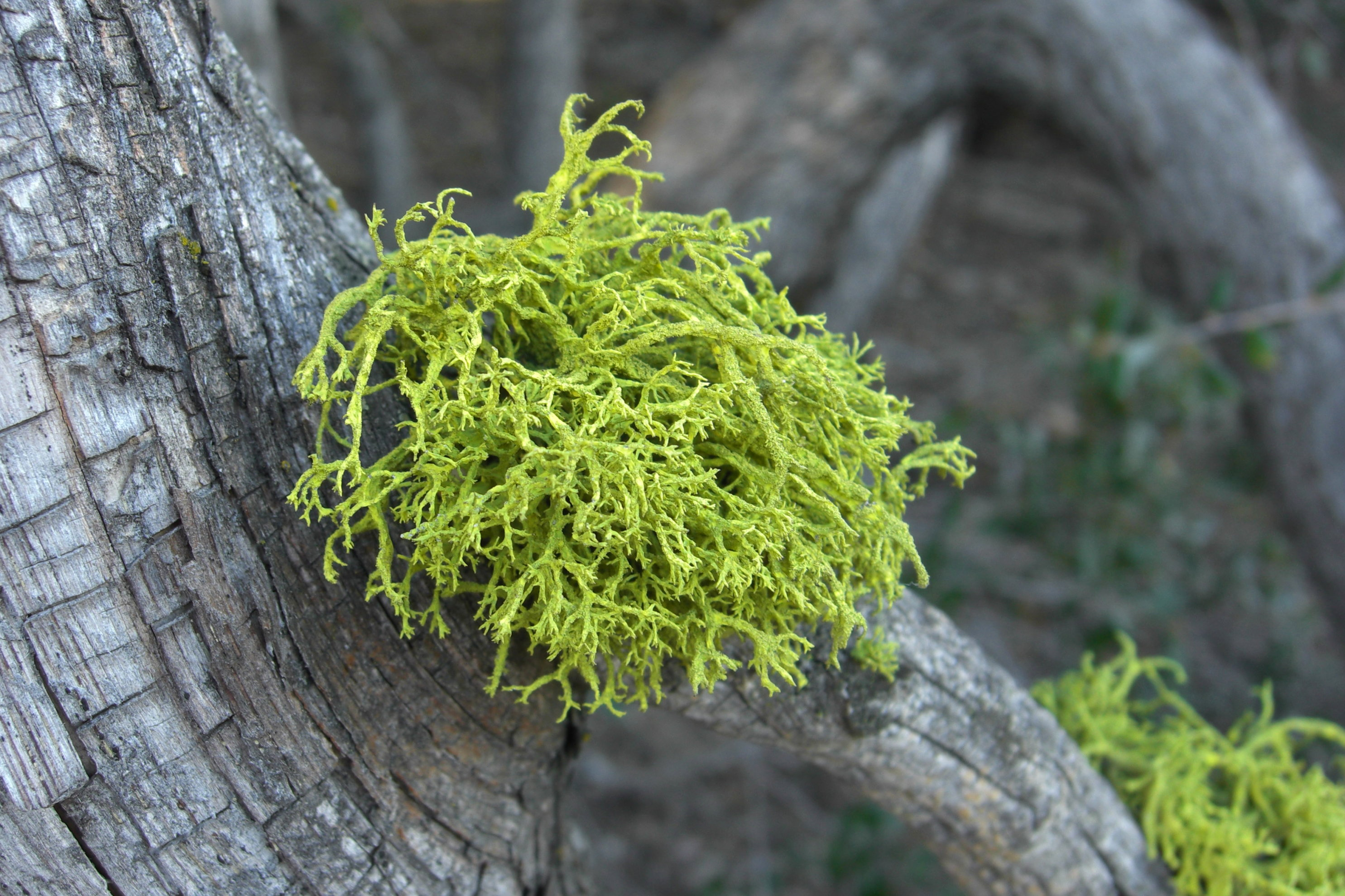
Letharia vulpina

Een struikvormig korstmos of struikvormig licheen is een korstmos waarbij de groeivorm van het thallus wordt gekenmerkt door vertakkende, bandvormige of ronde lappen die aan één uiteinde aan het substraat zijn vastgehecht. Doorgaans zijn ze radiair opgebouwd, dat wil zeggen: groeiend vanuit een bepaald middelpunt. Vaak wordt het uiterlijk van struikvormige korstmossen omschreven als 'struikachtig', 'bossig' of 'koraalachtig'. Van alle groeivormen die binnen de lichenologie worden onderscheiden, bereiken struikvormige korstmossen de grootste lengte en -oppervlakte. Een speciale vorm zijn de baardvormige korstmossen, die afhangen van het substraat. Samen met de bladvormige korstmossen worden struikvormige korstmossen als 'macrolichenen' aangeduid.
Struikvormige korstmossen zijn geen taxonomische of monofyletische groep. Ze komen in allerlei grote ordes voor, waaronder de Arthoniales, Baeomycetales, Candelariales, Lecanorales, Peltigerales, Pertusariales, Teloschistales en Mycocaliciales.

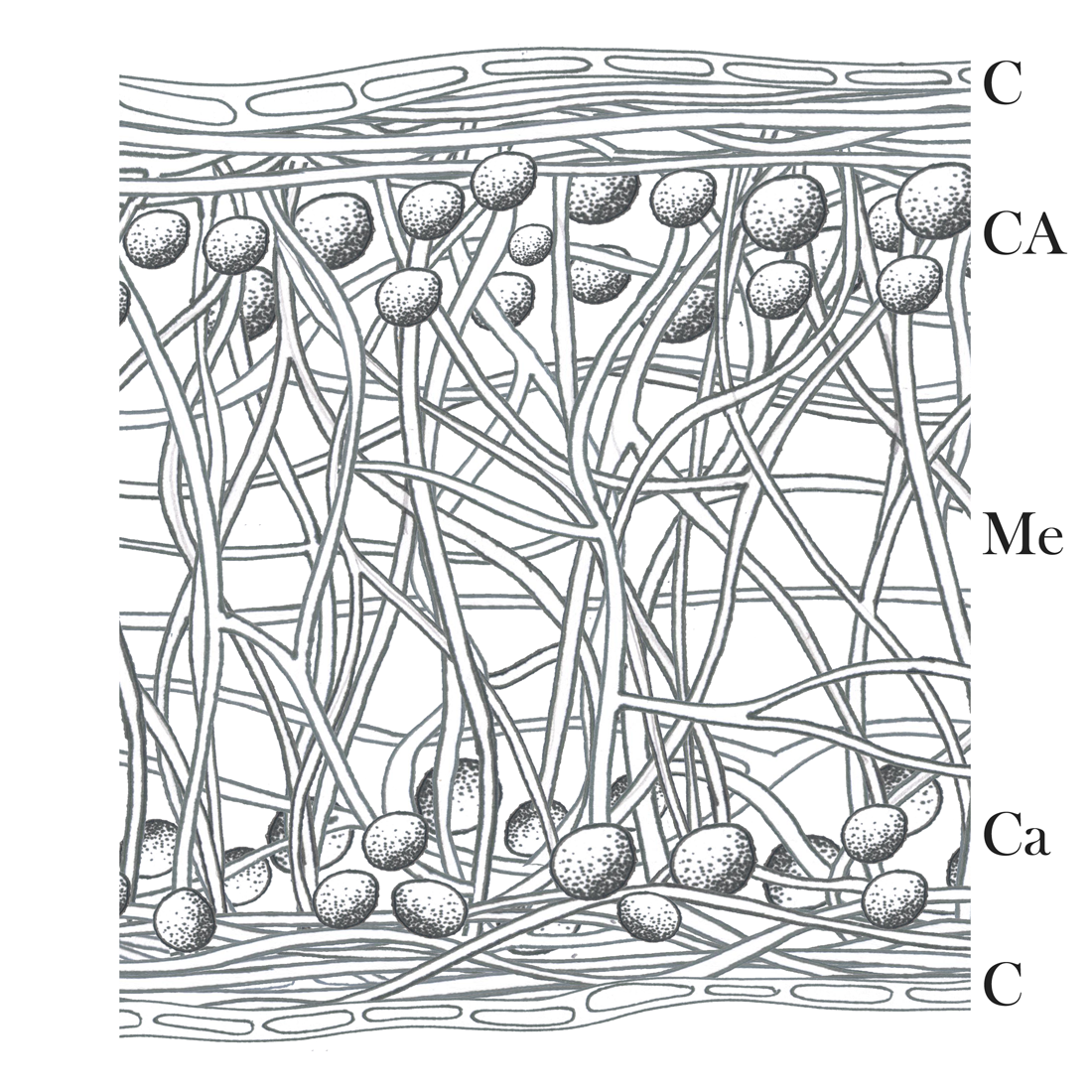
Schematische weergave van de anatomie van het thallus.

De interne structuur van een tak van het thallus van een struikvormig korstmos heeft een dichte buitenste cortex, een relatief dunne algenlaag, een medulla en een centrale holte. Nieuwe vertakkingscellen groeien door het wandmateriaal van oudere aangrenzende cellen. Micro-omgevingsomstandigheden beïnvloeden individuele thalli en podetiën, waardoor een niet-uniforme groei ontstaat.

struikvormige korstmossen
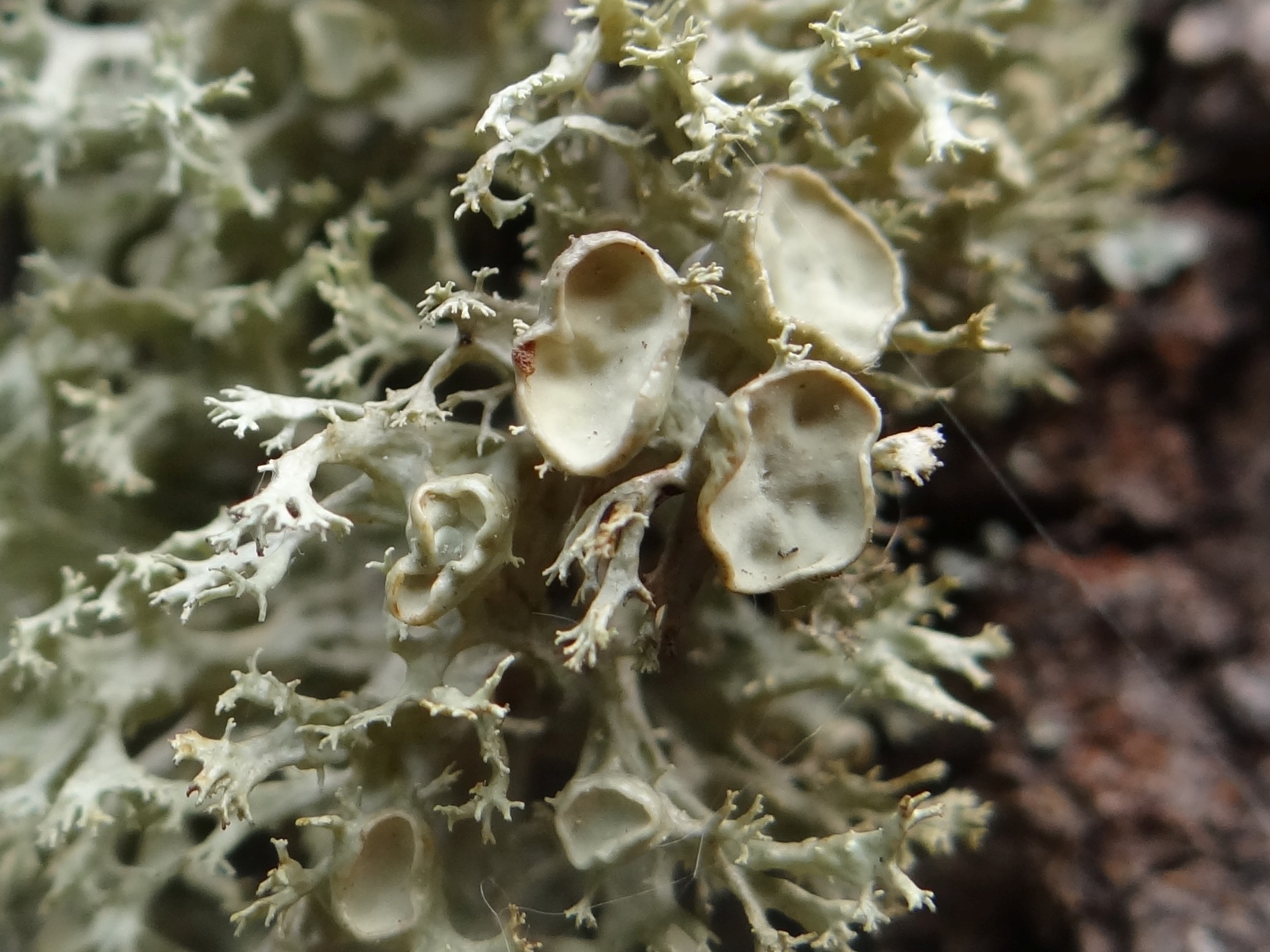
Trompettakmos
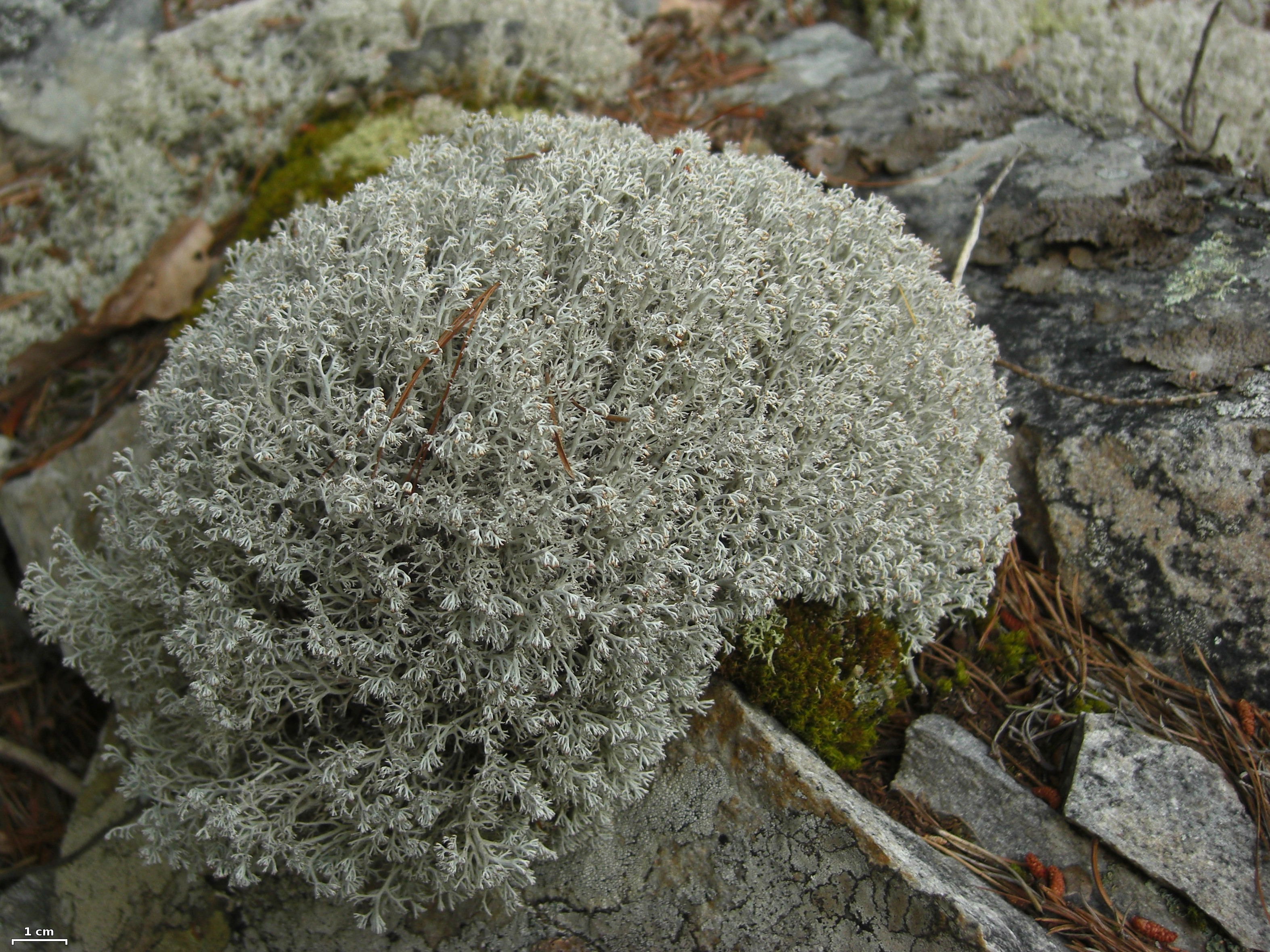
Echt rendiermos
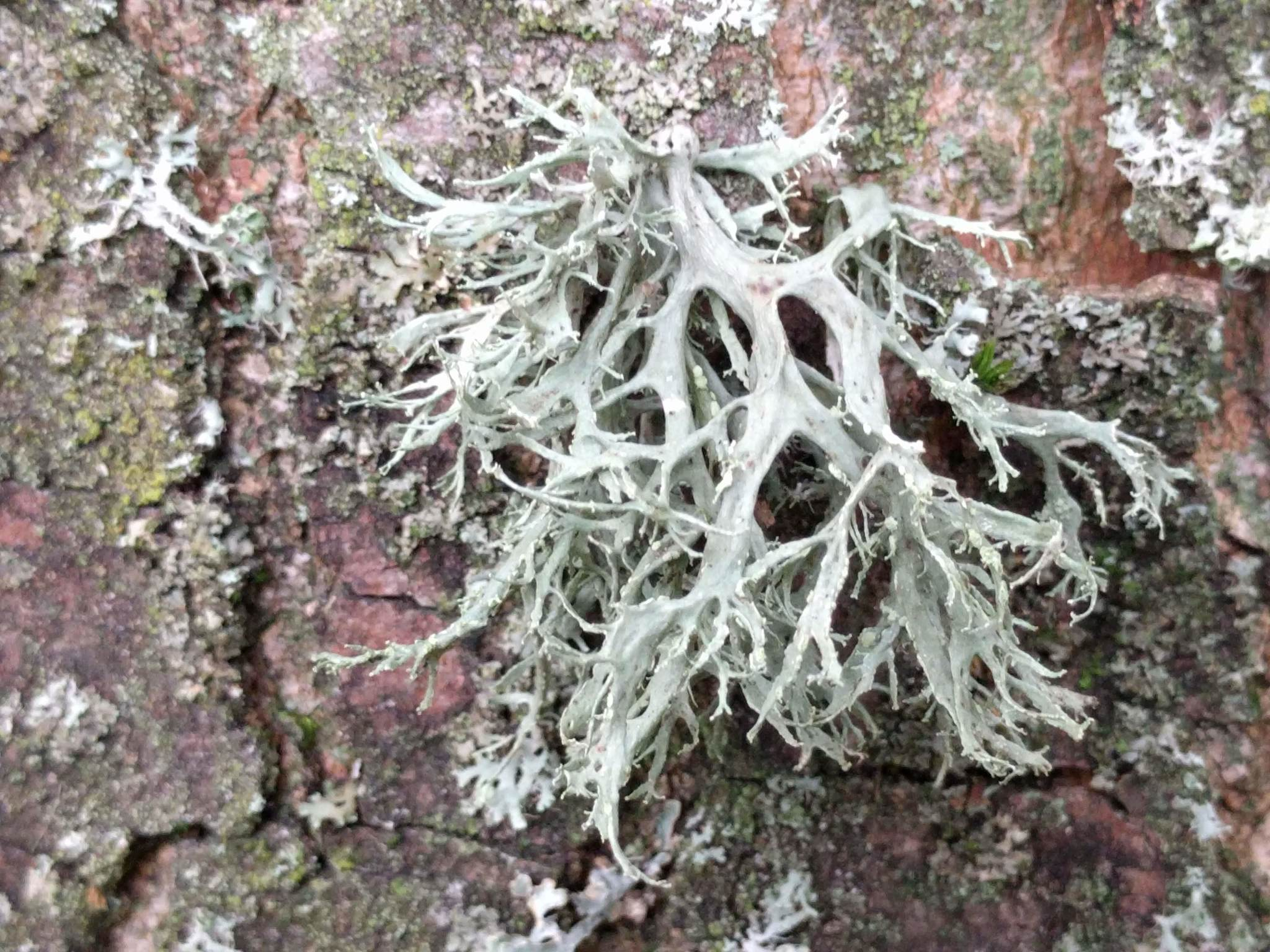
Melig takmos (Ramalina farinacea)
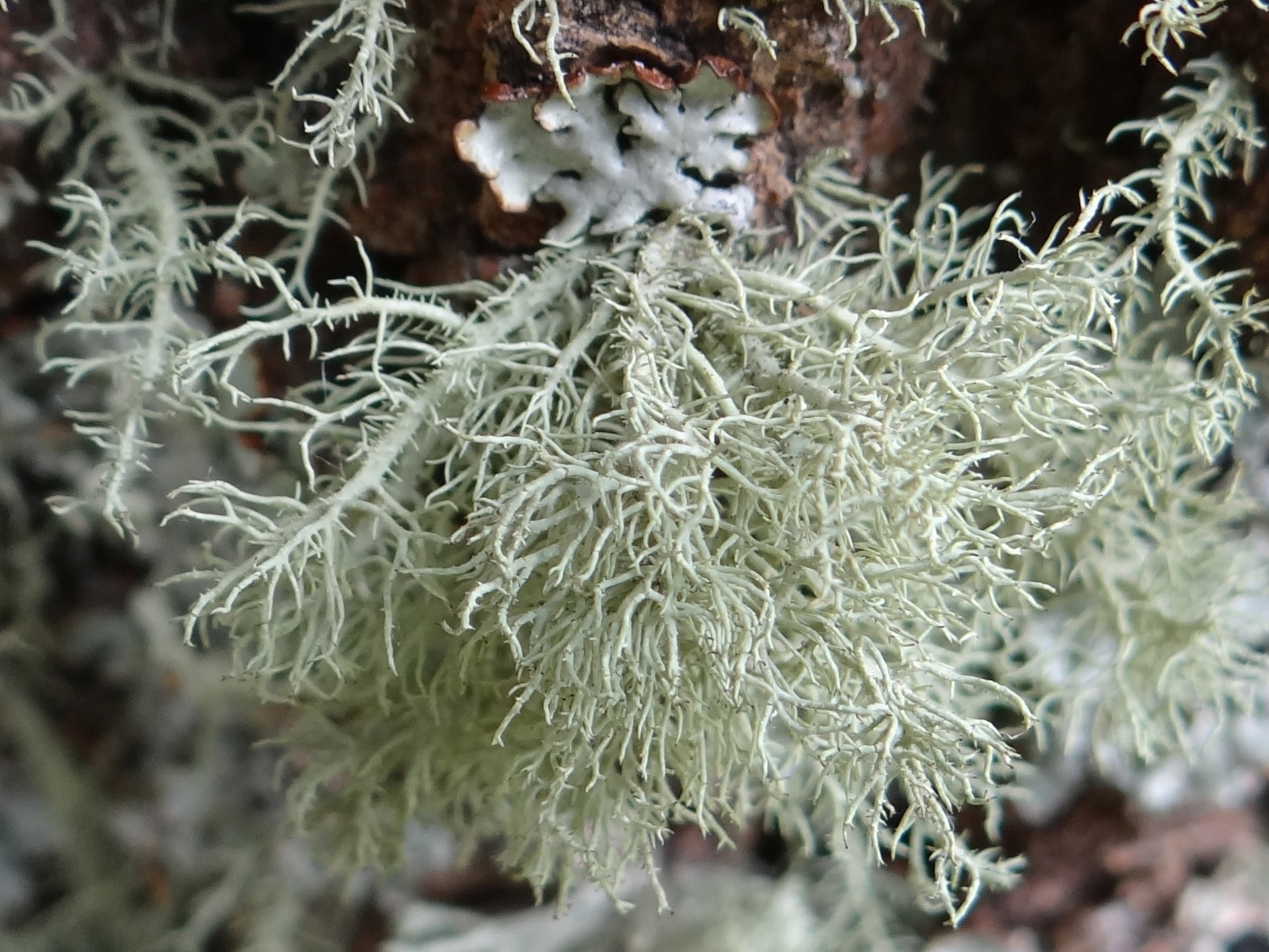
Bleek baardmos (Usnea hirta)